# Mistrzostwa Rumunii w rugby union (1924)
Mistrzostwa Rumunii w rugby union 1924 – dziewiąte mistrzostwa Rumunii w rugby union. Po trzyletnim okresie dominacji TCR București mistrzostwo zdobyła drużyna AP Stadiul Român București.
Niektóre z wyników meczów:
- Stadiul Român - TCR 6:0
- Sportul Studențesc - Stadiul Român 3:3
- Sportul Studențesc - TCR 7:0
- Stadiul Român - Sportul Studențesc 18:8
- Sportul Studențesc - TCR 6:3

Klasyfikacja końcowa:
1. Stadiul Român
2. Sportul Studențesc
3. TCR